# 斯巴達鎮區 (密蘇里州克里斯蒂安縣)
斯巴達鎮區（英語：Sparta Township）是位於美國密蘇里州克里斯蒂安縣的一個行政鎮區。

## 地方資料
斯巴達鎮區的面積為63.72平方千米，當中陸地面積為63.70平方千米，而水域面積為0.02平方千米。根據2020年美國人口普查的數據，當地共有人口3306人，而人口密度為每平方千米51.88人。